# Rachida Triki
Rachida Triki ou Rachida Boubaker-Triki (arabe : رشيدة التريكي), née le 24 mars 1949, est une philosophe et universitaire tunisienne spécialiste d'esthétique et de théorie de l'art.

## Biographie
Professeur à l'université de Tunis, elle a organisé plusieurs rencontres internationales sur les problèmes contemporains de la création et publié plusieurs ouvrages dont L'Image : ce que l'on voit, ce que l'on crée, L'Esthétique et la question du sens et L'Esthétique du temps pictural.
Critique d'art, elle collabore à plusieurs catalogues et revues d'art. Elle a aussi été commissaire de plusieurs expositions d'arts plastiques, dont les plus récentes sont « Couleurs maghrébines » (Hôtel de ville de Paris), « Paysages croisés » (Paris et Djerba) et « Proximité » (Tunis), et cocommissaire des expositions « Contact Zone » (Bamako) et « Sans frontières » (Pontevedra). Elle est correspondante de revues d'art et d'esthétique dont Recherches poïétiques et Art'in.
Elle est présidente et membre fondatrice de l'Association tunisienne d'esthétique et de poïétique, vice-présidente de la Société internationale de poïétique, membre du conseil d'administration de l'Association euro-méditerranéenne pour l'histoire de l'art et l'esthétique et membre délégué du comité exécutif de la Société internationale d'esthétique.

## Vie privée
Elle est l'épouse du philosophe Fathi Triki.

## Publications

### Ouvrages personnels
- Esthétique et politique à la Renaissance, Tunis, Université de Tunis, 1987, 196 p.
- (ar) Philosophie de la modernité, Beyrouth, 1992.
- Patrimoine et création : arts plastiques tunisiens contemporains, Carthage, Beït El Hikma, 1992, 177 p. (ISBN 9973-929-05-5).
- Peintures à Hasdrubal : collection privée des hôtels Hasdrubal Thalassa - Tunisie, 2000, 231 p.
- L'Esthétique et la question du sens, Paris/Sfax, Arcantère/Wasiti, 2001, 156 p. (ISBN 9973-31-936-2).
- (fr + ar) Arts et transcréation, Tunis/Sfax, Association tunisienne d'esthétique et de poïétique/Wasiti, 2001, 344 p. (ISBN 9973-31-82-85).
- L'Esthétique du temps pictural, Tunis, Centre de publication universitaire, 2001, 93 p. (ISBN 9973-948-94-7).
- L'Image : ce que l'on voit, ce que l'on crée, Paris, Larousse, coll. « Philosopher », 2008, 224 p. (ISBN 978-2035836816).

### Ouvrages collectifs
- Thierry Lenain (dir.), L'Image : Foucault, Deleuze, Lyotard, Paris, Vrin, 1997, 161 p. (ISBN 978-2711613182).
- Sophie Ferchiou (dir.), Femmes, culture et créativité en Tunisie, Tunis, Centre de recherches, d'études, de documentation et d'information sur la femme, 2002, 358 p. (ISBN 9973-931-37-8).
- Maryvonne Saison (dir.), Michel Foucault : la peinture de Manet, suivi de Michel Foucault, un regard, Paris, Éditions du Seuil, 2004, 160 p. (ISBN 978-2020585378).
- L'Artiste, Paris, Klincksieck, 2005, 208 p. (ISBN 978-2252035412).
- Catherine Couanet, François Soulages et Marc Tamisier (dir.), Politiques de la photographie du corps, Paris, Klincksieck, 2007, 210 p. (ISBN 978-2252036259).
- Marc Jimenez (dir.), Arts et pouvoir, Paris, Klincksieck, 2007, 264 p. (ISBN 978-2252036426).
- Éliane Chiron (dir.), Paysages croisés : la part du corps, Paris, Éditions de la Sorbonne, 2009, 20 p. (ISBN 978-2859446154).

### Articles
- « L'art au Maghreb : de l'appropriation à la réécriture », Perspective, no 2,‎ 2017, p. 9-13 (ISSN 1777-7852, DOI 10.4000/perspective.7407, lire en ligne, consulté le 7 février 2022).

## Filmographie
Rachida Triki réalise en 1994 une série de 24 films documentaires d'art pour la télévision tunisienne : Touches de création. Il s'agit de rencontres de peintres tunisiens dans leur atelier et d'analyse de leurs œuvres.

## Décorations
- Officier de l'ordre de la République (Tunisie, 13 août 2020)[4].